# Feuer-Schwertgrundel
Die Feuer-Schwertgrundel (Nemateleotris magnifica) ist eine Art aus der Familie Grundeln. Sie lebt im tropischen Indopazifik von Ostafrika bis zu den Ryūkyū-Inseln, in Mikronesien, Hawaii, am Great Barrier Reef, östlich bis nach Pitcairn und südlich bis nach Neukaledonien, in Tiefen von 6 bis 90 Metern an den oberen Bereichen der Außenriffe. 
Die Fische werden neun Zentimeter lang und haben einen langgestreckten Körper mit einer langen zweigeteilten Rückenflosse und einer langen Afterflosse. Die vorderen Strahlen der ersten Rückenflosse sind bei der Feuer-Schwertgrundel deutlich länger als bei den anderen beiden Nemateleotris-Arten. Diesen sichelförmigen Flossenteil bewegen die Tiere zuckend hin und her.
Flossenformel: Dorsale 1 VI, Dorsale 2 I/28–32, Anale I/27–30.
Feuer-Schwertgrundeln leben paarweise und sind monogam. Meistens stehen sie einige Meter über dem Boden in der Strömung und fangen ihre aus Zooplankton bestehende Nahrung. Bei Gefahr ziehen sich die Tiere blitzschnell in eine Höhle zurück, die auch von mehreren Tieren benutzt werden kann.
Wie die beiden anderen Angehörigen der Gattung Nemateleotris wird die Feuer-Schwertgrundel zum Zweck der Aquarienhaltung gefangen. Im Aquarium sind die Fische scheu und sollten nicht mit lebhaften größeren Fischen zusammen gehalten werden. Von einer größeren Gruppe bleibt nach einiger Zeit nur ein Paar übrig. Feuer-Schwertgrundeln sind kurzlebig und werden nur zwei bis drei Jahre alt.